# 18412 Kruszelnicki
18412 Kruszelnicki este un asteroid din centura principală de asteroizi.

## Descriere
18412 Kruszelnicki este un asteroid din centura principală de asteroizi. A fost descoperit pe 13 iunie 1993 la Siding Spring de Robert H. McNaught. Asteroidul prezintă o orbită caracterizată de o semiaxă mare de 3,04 ua, o excentricitate de 0,08 și o înclinație de 11,7° în raport cu ecliptica.